# بطية (أداة)
البَطيَّة هي أداة يستخدمها الصياد لمحاكاة صوت البط في صيد الطيور المائية والتي من خلالها يجذب الصياد الطيور المائية. فإذا صوَّت الصياد بدون أداة فهي تُسمى البطبطة. كانت البطية المبكرة أدوات نفخ الخشبية أما التي من المطاط واللدائن فقد انتشرت من زمن قريب، وتسمح للصياد بضبط حجم ونغمة النداء باستخدام الريشة. تنقسم البطيَّات إلى ثلاث فئات رئيسة: مفردة أو مزدوجة أو ثلاثية الريشة مع العديد من الاختلافات والثلاثية منها نادرة. الهدف من البطبطة أن تبدو وكأنها بطة حية واقعية في محاولة لخداع لتصديق الشراك التي تراها البطة ويبدو الصوت الذي يُسمع نابضًا بالحياة.